# Kai Mykkänen

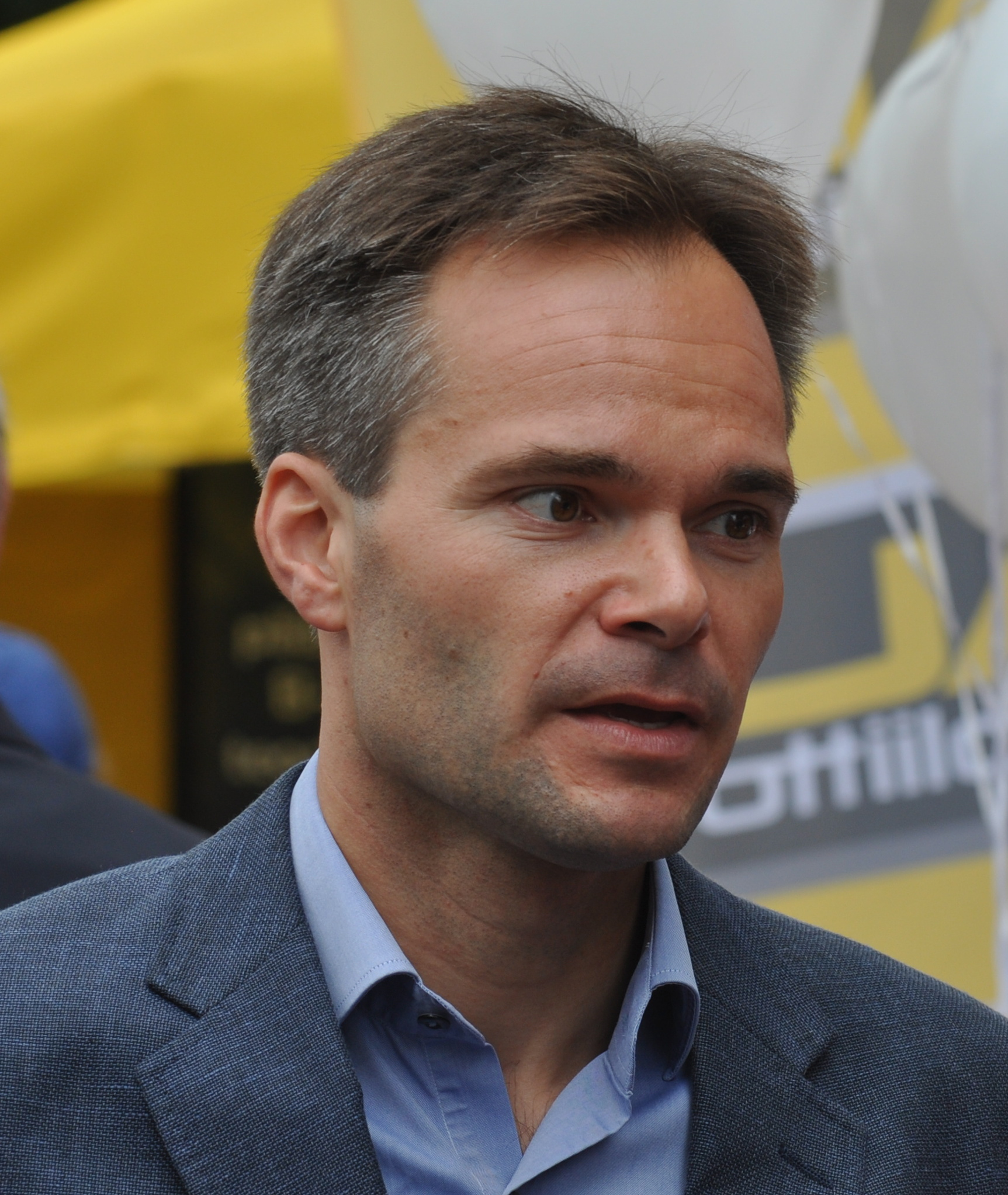
Kai Mykkänen (2016)

Kai Aslak Mykkänen (* 31. Juli 1979 in Espoo) ist ein finnischer Politiker der konservativen Nationalen Sammlungspartei. Vom 12. Februar 2018 bis zum 6. Juni 2019 war er Innenminister der Republik Finnland im Kabinett Sipilä. Vom 20. Juni 2023 bis zum 24. Januar 2025 war er Minister für Umwelt und Klimawandel im Kabinett Orpo. Seit Februar 2025 ist er Bürgermeister von Espoo.

## Leben
Von 2000 bis 2001 war Mykkänen Vorsitzender der Jugendorganisation der Sammlungspartei und von 2001 bis 2005 war er Mitglied des Stadtrats von Espoo.
Mykkänen wurde bei der Parlamentswahl 2015 mit 5.260 Stimmen in das Parlament von Finnland gewählt. Von 2015 bis 2016 war er Mitglied des Umweltausschusses und des Großen Ausschusses. Am 22. Juni 2016 wurde Mykkänen nach dem Rücktritt von Lenita Toivakka zum Minister für Außenhandel und Entwicklung im Kabinett Sipilä ernannt. Am 12. Februar 2018 wurde er als Nachfolger von Paula Risikko finnischer Innenminister.
Bei den Parlamentswahlen 2019 wurde Mykkänen wiedergewählt; seine Fraktion wählte ihn im Juni 2019 zu ihrem Vorsitzenden. Er gewann sein Mandat bei den Wahlen 2023 erneut und wurde im Juni 2023 Umweltminister im Kabinett Orpo. Im Oktober 2024 wählte ihn der Stadtrat von Espoo zum Bürgermeister. Das Amt trat er im Februar 2025 an, nachdem er als Minister zurückgetreten war.